# Фонтнермон
Фонтнермон (фр. Fontenermont) је насељено место у Француској у региону Доња Нормандија, у департману Калвадос.
По подацима из 2011. године у општини је живело 143 становника, а густина насељености је износила 51,25 становника/km².

## Демографија
| 1962. | 1968. | 1975. | 1982. | 1990. | 2011. |
| ----- | ----- | ----- | ----- | ----- | ----- |
| 176   | 161   | 145   | 139   | 126   | 143   |